# 本多忠直 (三河国岡崎藩主)
本多 忠直（ほんだ ただなお）は、三河岡崎藩の第6代（最後）の藩主。忠勝系本多家宗家16代。

## 生涯
天保15年（1844年）、信濃小諸藩の第9代藩主牧野康哉の五男として生まれる。慶応3年（1867年）10月25日、岡崎藩の第5代藩主本多忠民の養子・忠肇が早世したため、代わって養嗣子となる。幕末期には忠民と共に協力して藩政を行なった。慶応4年（1868年）3月12日、忠民に代わって上京し、新政府に恭順の意思を示した。4月には駿府城の警備を務めている。
明治2年（1869年）1月、再び上洛する。2月10日、忠民の隠居により家督を継ぎ、従五位下・中務大輔に叙位・任官する。2月17日、和宮親子内親王邸の警備を命じられる。6月には版籍奉還で岡崎藩知事に任じられた。その後は貧民救済、允文館・允武館創設による文武の奨励に努めている。明治4年（1871年）7月の廃藩置県で藩知事を免職された。
明治5年（1872年）5月からはヨーロッパへ留学し、明治11年（1878年）11月に帰国する。明治13年（1880年）4月29日、東京の森川邸で死去した。享年37。本多家家督は第4代藩主・本多忠考の長男・忠胤の子の忠敬が継いでいる。

## 系譜
父母
- 牧野康哉（実父）
- 本多忠民（養父）

正室
- 久（貞操院） - 本多忠民の娘

養子
- 本多忠敬 - 本多忠胤の三男